# Vanuatská kuchyně

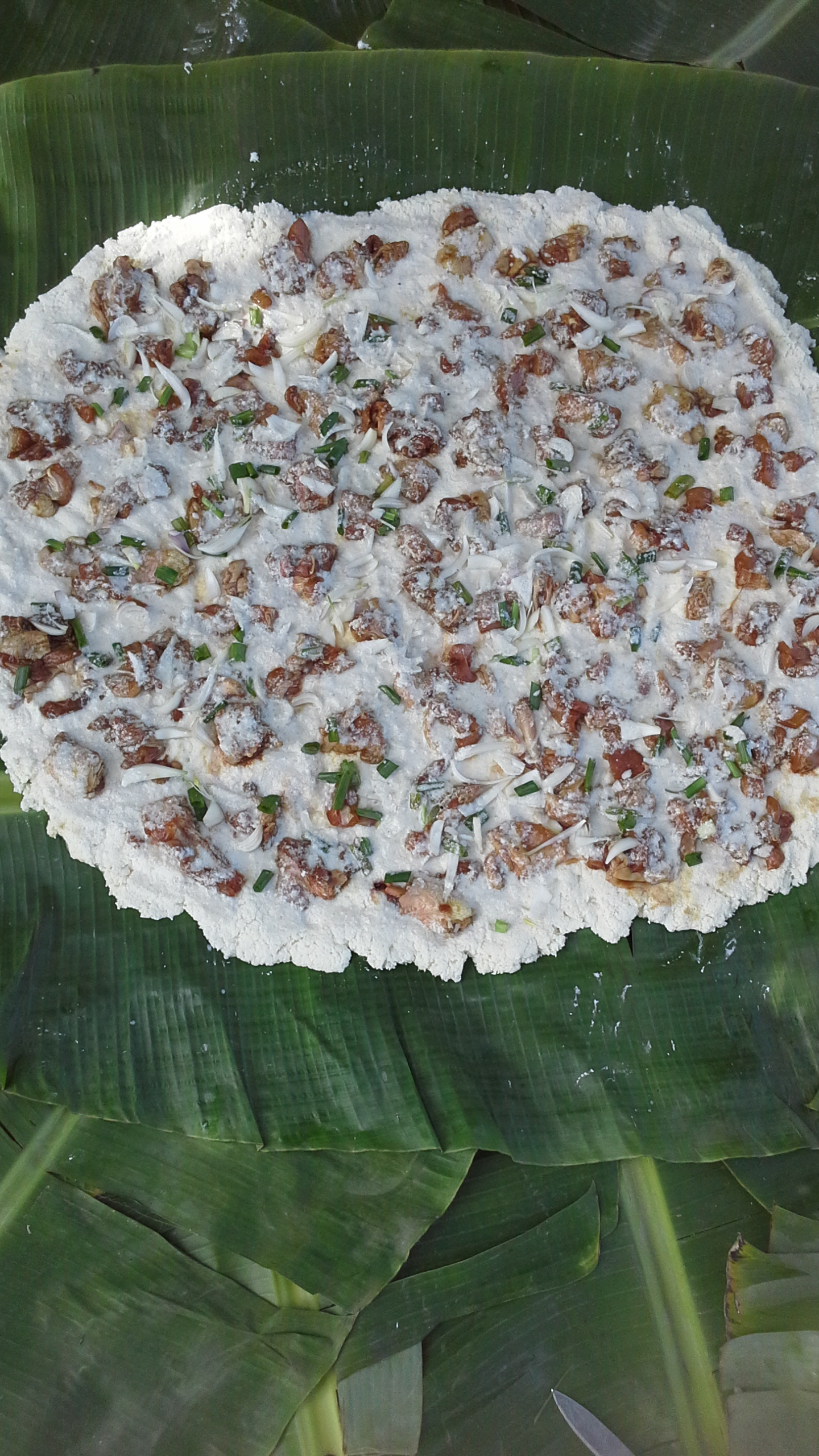
Laplap

Vanuatská kuchyně (bislamsky: aelan kakae) je založena na taru (kolokázie jedlá), batátech (sladký bramborách), kokosu a tropickém ovoci. Z masa se používají především ryby, vepřové, hovězí (vanuatské hovězí je známé svou kvalitou), drůbež, ale i maso z netopýrů. Pokrmy se obvykle připravují za pomocí horkých kamenů nebo jsou vařeny, ve vodě nebo v páře.
V hlavním městě Vanuatu, v Port Vila se nachází mnoho restaurací podávajících pokrmy z kuchyní z celého světa.

## Příklady vanuatských pokrmů a nápojů
Příklady vanuatských pokrmů a nápojů:
- Laplap, národní jídlo Vanuatu. Jedná se o pastu, jejímž základem je obvykle chlebovník, banán, taro nebo batáta. Tato pasta se dále vaří v banánovém listu a podává se obvykle s masem.[3]
- Simboro, hmota, obvykle z batátů a kokosového mléka, vařená v listech[4]
- Tuluk, mleté maso v těstě, dlouho pečené[5]
- Kava, nápoj z pepřovníku opojného s psychadelickými účinky
- Lava Cola, na Vanuatu vyráběná kola s výtažkem z kavy[6]
- Alkoholické nápoje jsou většinou dovážené a velmi drahé, výjimkou je pivo Tusker, které se vyrábí přímo na Vanuatu[7]